# التجمع الوطني للتنمية
التجمع الوطني للتنمية (بالفرنسية: Rassemblement National pour le Développement)‏ كان حزبًا سياسيًا في جزر القمر.

## التاريخ
تأسس الحزب في 6 أكتوبر/تشرين الأول 1996 كإندماج بين الاتحاد الوطني للديمقراطية في جزر القمر، مايتشا بورا ، إدراك قدرة الحرية، اتحاد جزر القمر للتقدم والتجمع للديمقراطية والتجديد. تم اقتراح تأسيس التجمع الوطني من قبل الرئيس محمد تقي عبد الكريم في أغسطس 1996 بعد فوزه في الانتخابات الرئاسية في وقت سابق من العام.
وفاز الحزب بـ 36 مقعدًا من أصل 43 مقعدًا في جمعية الاتحاد في الانتخابات البرلمانية في ديسمبر 1996، على الرغم من مقاطعة الانتخابات من قبل معظم أحزاب المعارضة.
على الرغم من انتصاره الساحق، بدأ الحزب يعاني من الانقسامات الداخلية. في أعقاب انقلاب 1999، دعم فصيل النظام الجديد برئاسة غزالي عثماني، في حين دعا فصيل آخر إلى إعادة رئيس الدولة المؤقت تاج الدين مسعود.
في الانتخابات الرئاسية لعام 2002، تقدم متارا ماتارا كمرشح للحزب، حيث حل في المركز الخامس من بين تسعة مرشحين بنسبة 8% من الأصوات، في حين خرج غزالي منتصرًا.
قبل الانتخابات البرلمانية لعام 2004، انضم التجمع الوطني إلى معسكر الجزر ذاتية الحكم، الذي كان يعارض غزالي. وفاز التحالف بـ 12 مقعدًا من أصل 18 مقعدًا وجميع المقاعد التي تم انتخابها بشكل غير مباشر وعددها 15 مقعدًا.